# جولي كروز
جولي كروز (بالإنجليزية: Julee Cruise)‏ هي مغنية وممثلة أمريكية، ولدت في 1 ديسمبر 1956 في الولايات المتحدة.

## أعمال

### أفلام
- (1990) السمفونية الصناعية رقم 1

## وفاتها
توفيت منتحرة في 9 يونيو 2022 عن عمر يناهز 65 سنة.

## وصلات خارجية
- جولي كروز على موقع IMDb (الإنجليزية)
- جولي كروز على موقع ألو سيني (الفرنسية)
- جولي كروز على موقع ميوزك برينز (الإنجليزية)
- جولي كروز على موقع أول موفي (الإنجليزية)
- جولي كروز على موقع أول ميوزيك (الإنجليزية)
- جولي كروز على موقع ديسكوغز (الإنجليزية)
- جولي كروز على موقع قاعدة بيانات الفيلم (الإنجليزية)
- جولي كروز على موقع كينوبويسك (الروسية)